# Lopezia insignis
Lopezia insignis är en dunörtsväxtart som beskrevs av William Botting Hemsley. Lopezia insignis ingår i släktet enmansblommor, och familjen dunörtsväxter. Inga underarter finns listade i Catalogue of Life.